# Castell Prysor
Castell Prysor är ett slott i Storbritannien.   Det ligger i kommunen Gwynedd och riksdelen Wales, i den södra delen av landet, 290 km nordväst om huvudstaden London. Castell Prysor ligger 291 meter över havet.
Terrängen runt Castell Prysor är huvudsakligen kuperad, men norrut är den platt. Runt Castell Prysor är det ganska glesbefolkat, med 45 invånare per kvadratkilometer. Närmaste större samhälle är Blaenau-Ffestiniog, 10,6 km nordväst om Castell Prysor. Trakten runt Castell Prysor består i huvudsak av gräsmarker.